# Castillo de la Punta
El castillo de San Salvador de La Punta (1589 – 1630) es una de las tres principales fortificaciones de La Habana junto con La Fuerza y El Morro, así las tres rezan en el escudo de la ciudad. 

## Historia
La Punta, al igual que El Morro, fue diseñada para proteger el acceso a bahía de La Habana de los frecuentes ataques de corsarios y piratas. Inicialmente, en 1559, se colocaron vigías en esta zona. En 1582, el rey Felipe II de España, convencido de la necesidad de reforzar las fortalezas y las flotas, ordenó la creación de un sistema de fortificaciones en varios lugares de América, centrado en La Habana. Juan de Tejeda (1593 - 1602) fue nombrado gobernador de la isla debido a su experiencia en fortificación. Llevó consigo al ingeniero italiano Giovanni Battista Antonelli, considerado el profesional más renombrado que trabajó en Cuba en el siglo XVI. Los trabajos comenzaron alrededor de 1590 y avanzaron lentamente. En 1595, un huracán dañó severamente la fortaleza, entre otras razones, debido a la delgadez de sus paredes, que fueron reconstruidas con mayor solidez. Para 1602, había tanto retraso en la construcción que el ingeniero decidió convertir la fortaleza en un bastión que albergara de 10 a 12 piezas de artillería. Finalmente, con el paso de los años, fue desmantelada, quedando solo 3 baluartes.
En 1630, debido a la corta distancia entre La Punta y El Morro y para aumentar la protección de la bahía, se tendió una pesada cadena de cobre entre ellos. Se puede ver esta cadena en algunas de las grabaciones de la época.
En 1762, la expedición británica contra Cuba causó estragos en todas las fortalezas. Las cortinas de seguridad y los baluartes de La Punta fueron destruidos durante la invasión. En ese momento se tendió una cadena que se ramificaba en varias direcciones y se sostenía con pesadas vigas de madera. Sus extremos estaban atados a cañones colocados en La Punta y El Morro. Algunos fragmentos de esta pieza aún permanecen.

Más tarde, con los españoles de nuevo en el poder, llegó un nuevo gobernador, que fijó y amplió el sistema de fortificaciones. En el siglo XIX se realizaron algunos cambios, como las 4 explanadas construidas para acomodar un número correspondiente de piezas de artillería, que se añadieron en La Punta.

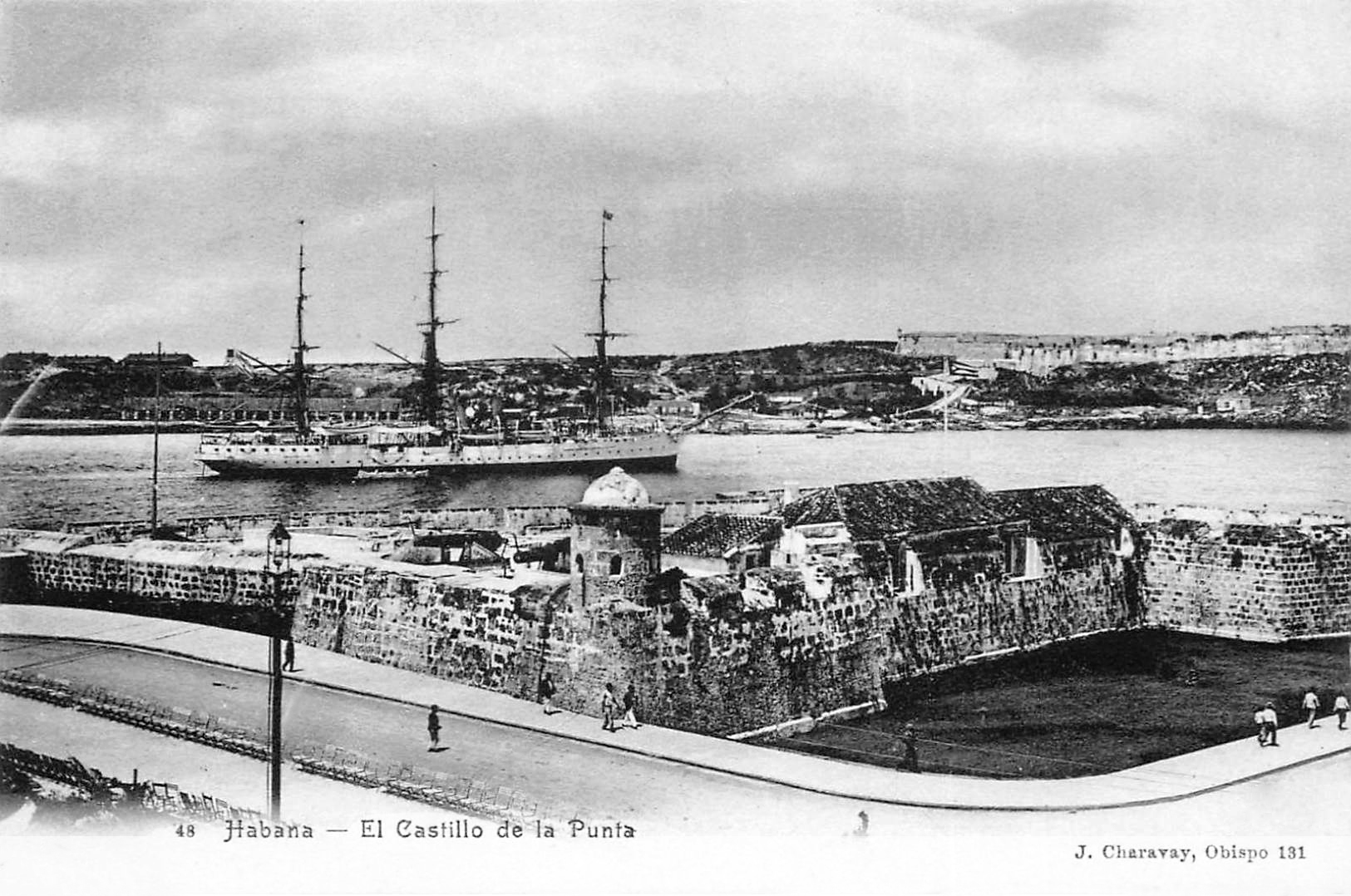
Fotografía de 1905.

En 1851, los españoles ejecutaron a la mayoría de los prisioneros que tenían en La Punta, incluido el aventurero venezolano Narciso López, después de un intento fallido de liberar a Cuba para su posterior anexión a Estados Unidos.
En el siglo siglo XX La Punta tuvo diversas funciones; fue sede del Estado Mayor de la Marina de Guerra entre 1915 y 1953, y Puesto Naval entre 1953 y 1959.
Después de 1959, se convirtió en Escuela de Milicias, y en la década de 1970, fue sede del Instituto Cubano de Hidrografía.
En 1982 la Unesco declara al centro histórico y al sistema de fortificaciones de La Habana como Patrimonio de la Humanidad. A finales de los años 90, la Oficina del Historiador de la ciudad se encargó de una intervención que devolvió elementos originales para recuperar la fortaleza. Con el trabajo arqueológico realizado, se rescataron piezas valiosas que quedarían expuestas cuando abrió sus puertas como museo en 2003. 

## Arquitectura

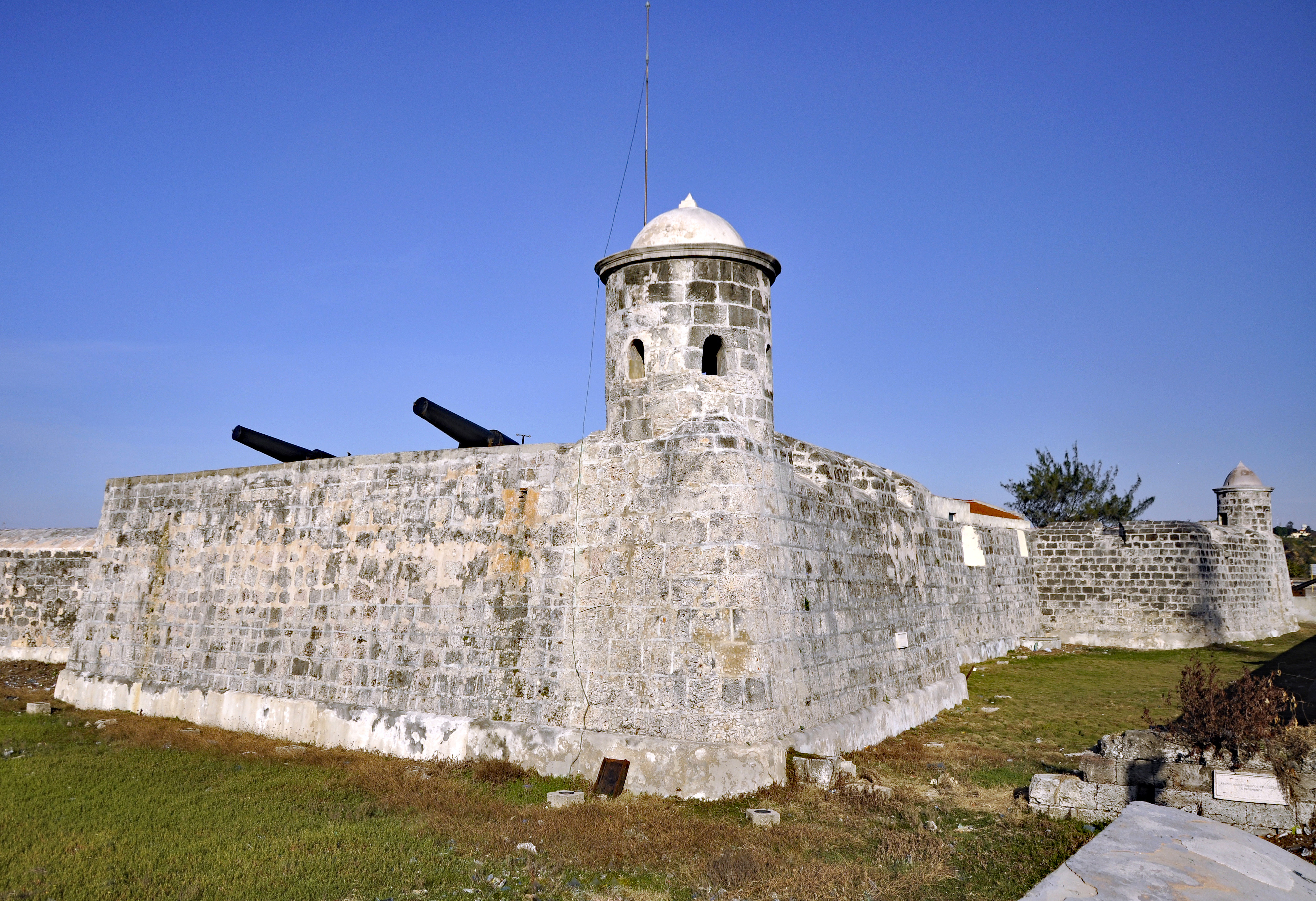
Baluarte oeste.

De estilo renacentista, según los planos diseñados por Bautista Antonelli, la planta del castillo se adapta a las irregularidades del terreno, adoptando una forma trapezoidal. Los muros están construidos con piedras talladas en sillares, siendo anchos e inclinados. Las murallas alcanzan una altura de 15 pies y un grosor de entre diez y doce pies, con un terraplén de veinte pies. El Castillo cuenta con tres baluartes: los de Antonelli y Quintanilla que dan hacia la tierra, y el de Tejeda que se enfrenta al mar. Además, posee dos semibaluartes, San Vicente y San Lorenzo, que terminan en los arrecifes. En su interior, cuenta con instalaciones para una guarnición de sesenta hombres, así como un pabellón para oficiales, una cocina, la vivienda del capitán, un aljibe, un almacén de artillería con cinco piezas, calabozos y una capilla. Además, dispone de agua corriente proveniente de la Chorrera hasta el interior del fuerte.
Después de la reconstrucción llevada a cabo por Cristóbal de Rodas, la estructura del castillo quedó configurada de la siguiente manera: se conforma un cuadrilátero con cuatro baluartes en cada esquina y sus flancos de forma regular. Dos de estos baluartes se orientan hacia el mar, San Lorenzo y Tejeda, y los otros dos hacia tierra firme, Antonelli y Quintanilla. Las cortinas intermedias, o lienzos, tienen aproximadamente cuarenta varas de largo. La cortina que mira hacia el mar, ubicada entre los baluartes Tejeda y San Lorenzo, se adentra más hacia el interior del terreno. Se conservan instalaciones como la habitación del comandante, alojamiento para sesenta hombres, capilla y calabozo.
A la izquierda del acceso principal, que conduce a la plaza de armas, se encuentra un cuerpo de guardia. Desde aquí se accede a varios locales, incluyendo uno de forma alargada, cubierto por una robusta bóveda de piedra con respiraderos, posiblemente destinado a ser un almacén de pólvora, así como una rampa que lleva al terrado.
En el segundo nivel, se encuentra un espacio cubierto por un techo de madera y tejas de barro, utilizado como alojamiento para la guarnición en tiempos de paz. Un parapeto con troneras limita exteriormente el terraplén.
El Castillo de La Punta está rodeado por un foso poco profundo excavado en la roca costera, al igual que los canales que conducen agua al castillo, traída desde la villa por la Zanja Real. La entrada, de estilo adintelado, destaca por su almohadillado.